# تتاربوناري
تتاربوناري هي مدينة تقع في أوديسا أوبلاست، أوكرانيا شمال دلتا الدانوب.